# Condado de Cayuga
Áreas incorporadas destacadas no mapa do condado
O Condado de Cayuga (em inglês:  Cayuga County) é um dos 62 condados do estado americano de Nova Iorque. A sede e cidade mais populosa do condado é Auburn. Foi fundado em 1799.
O condado tem uma área de 2 240 km², dos quais 1 790 estão cobertos por terra e 450 km² por água, uma população de 80 026 habitantes, e uma densidade populacional de 45 hab/km² (segundo o censo nacional de 2010).